# Tiaré tahiti
Gardenia taitensis
Espèce
Classification phylogénétique
Ne doit pas être confondu avec Tiarei, commune littorale de l'île de Tahiti
Le tiaré tahiti (littéralement « fleur tahitienne », tiare signifiant « fleur » en tahitien ; nom scientifique : Gardenia taitensis), souvent appelé à tort « fleur de Tiaré » (ce qui constitue un pléonasme), est une espèce de petit arbuste au puissant parfum de jasmin, présent dans une grande partie du Pacifique insulaire, jusqu'au Vanuatu. Cet arbuste tropical sempervirent peut atteindre quatre mètres de haut. Ses feuilles à l'aspect vernissé mesurent de 5 à 16 cm ; la fleur est généralement blanche et présente de 5 à 9 pétales arrangés en hélice. Il arrive que certains tiaré Tahiti soient jaunes.

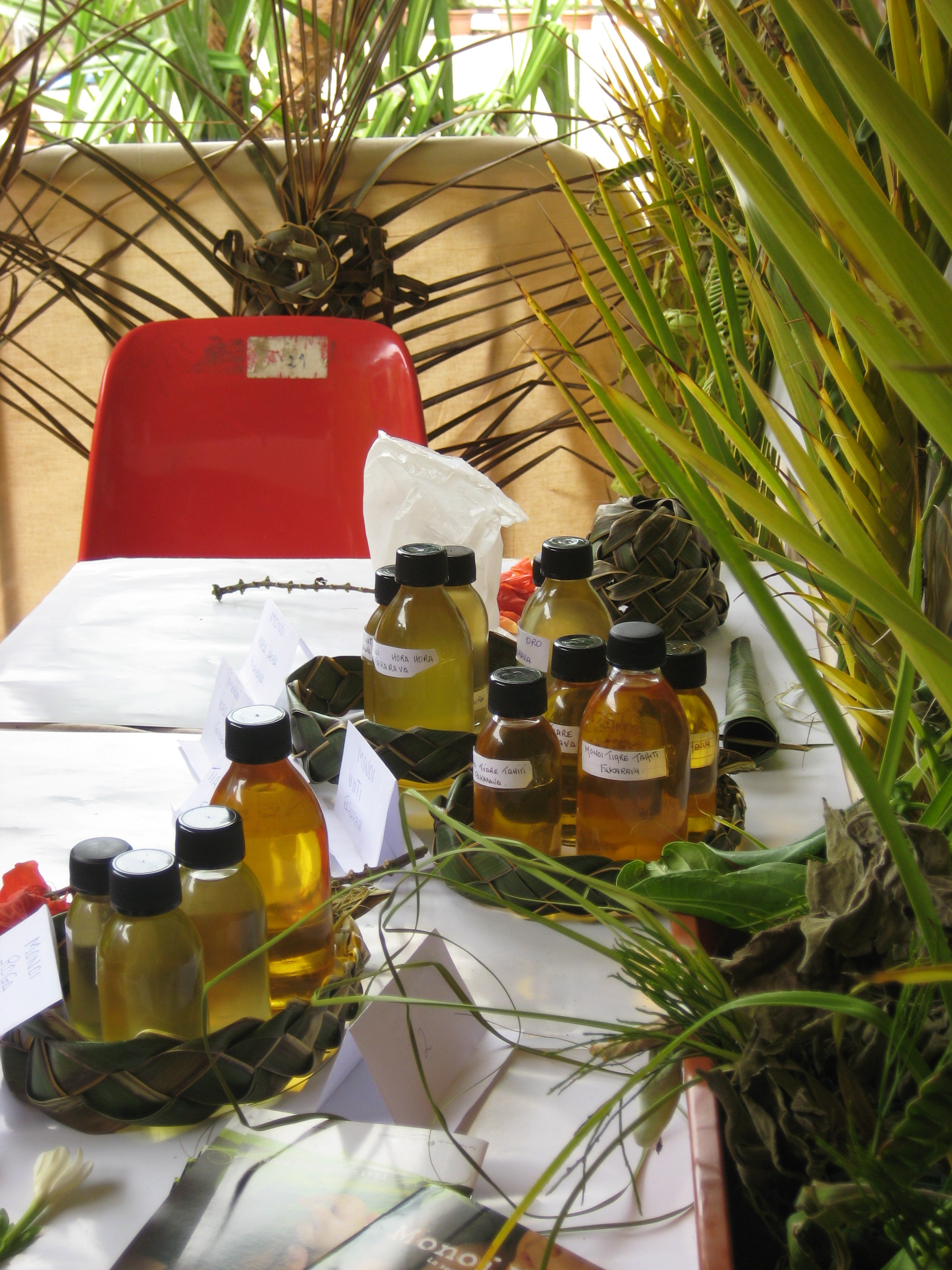
Le mono'i est une huile de soin obtenue par la macération des fleurs Tahiti dans l'huile raffinée de coco.

Le tiare tahiti est l'emblème national de la Polynésie française. Observé pour la première fois par Johann Georg Adam Forster, le naturaliste embarqué lors de la seconde circumnavigation du célèbre navigateur James Cook, il décrivit à tort cette fleur comme un gardenia florida. Un premier échantillon fut recueilli et ramené en Europe par Dumont d'Urville en 1824. Les fleurs de Tahiti mélangées dans du coco germé, râpé et fermenté, exposées au soleil pendant des jours et des jours donnent le mono'i, une huile de soin pour les cheveux et la peau.
Il est possible de faire du mono'i avec des tiare tahiti, cueillis au stade de boutons ou de fleurs, utilisés au plus tard le lendemain de la cueillette. Les fleurs ou boutons sont alors mis en macération dans de l'huile de coprah pendant un minimum de dix jours et à raison de dix fleurs minimum par litre d'huile. Ce processus de fabrication, commun pour tous les producteurs de monoï de Tahiti, est une méthode similaire à ce qu'on appelle l'enfleurage en parfumerie.
Le tiaré Tahiti s'utilise aussi en ornement sous forme de couronnes, pour des célébrations diverses et événements festifs.

## Coutume

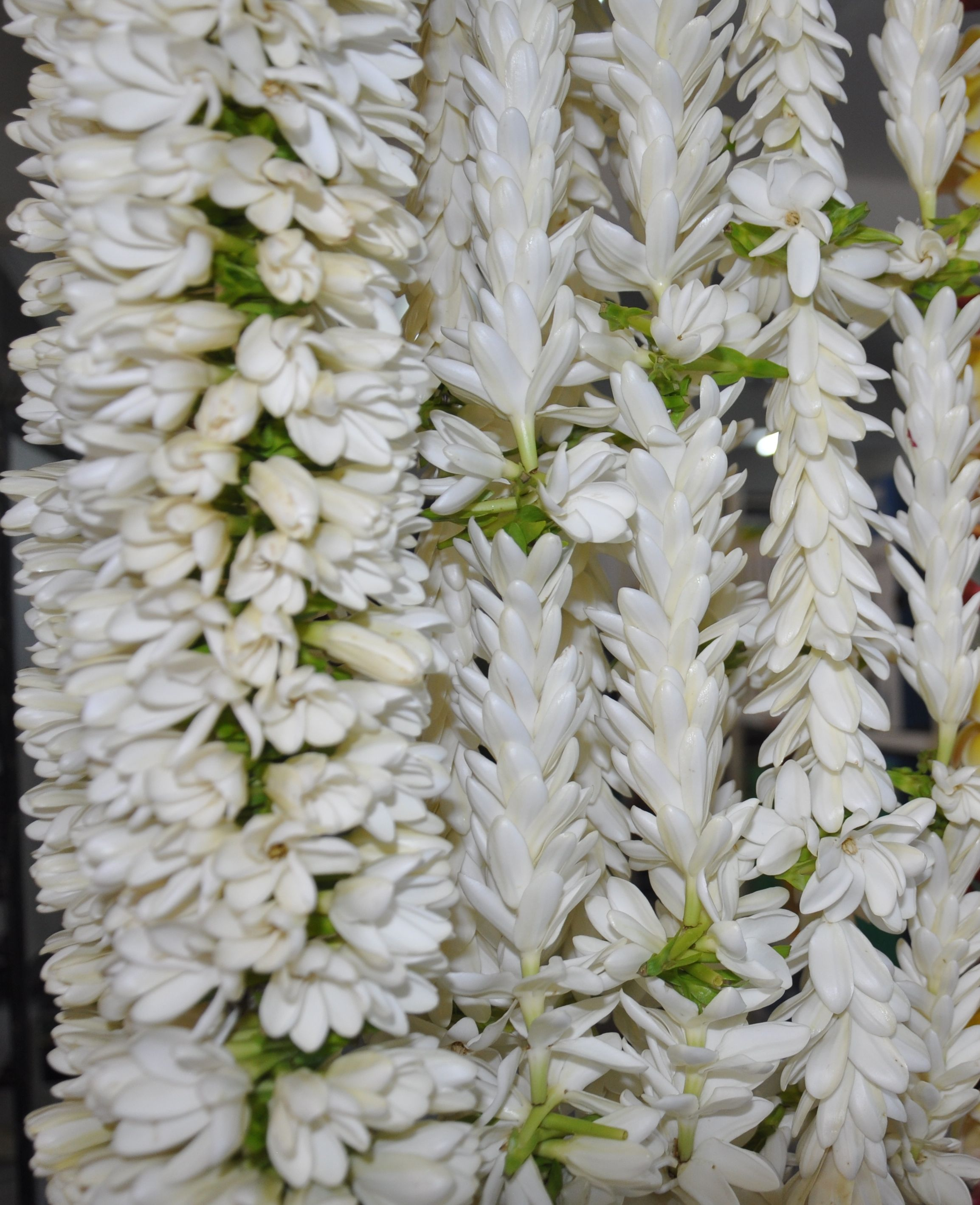
Collier de fleurs de Tiare tahiti.

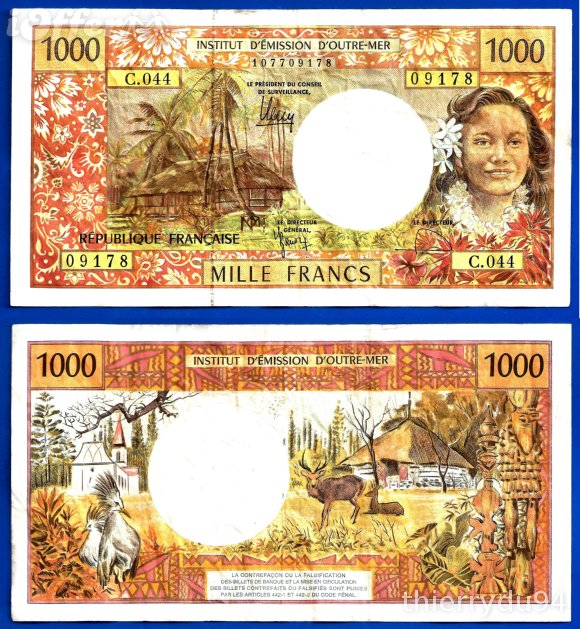
Jeune fille portant un tiare tahiti sur un billet de 1000 francs Pacifique.

Chaque personne arrivant en Polynésie française se voit traditionnellement remettre un collier de fleurs, composé (exclusivement ou partiellement) de fleurs de Tahiti. Les hôtes, eux, portent la fleur au-dessus de l'oreille (souvent une fleur de Tahiti mais on voit aussi des hibiscus ou autres). L'oreille où la fleur est postée offre une signification : si la fleur est portée sur l'oreille gauche cela veut dire que la personne ne cherche pas de compagnie. Si celle-ci est portée à droite, cela signifie que la personne est disponible ou à la recherche de compagnie. Et si la fleur est orientée vers l'arrière, le porteur ou la porteuse signifie qu'il ou elle est disponible immédiatement.

## Composition chimique
Son huile essentielle est riche en principes actifs tels que :
- le salicylate de méthyle dont l’action apaisante est reconnue ;
- le benzoate d’éthyle ;
- l’hexanol ;
- l’alcool phényléthylique ou 2-phényléthanol.

## Noms vernaculaires
- Tiare tahiti, tiare mā’ohi (Tahiti)
- Tiare māori (îles Cook)
- Pua samoa, pua fiti (Samoa)
- Siale tonga (Tonga)